# Letališče Seinäjoki
Letališče Seinäjoki (IATA: SJY; ICAO: EFSI) je letališče na Finskem, ki primarno oskrbuje Imajoki.